# Uster (district)
Uster is een district in kanton Zürich, dat de oever van het Greifenmeer omvat. De hoofdplaats is Uster.
Het district omvat de volgende gemeenten:
| Wapenschild         | Postcode en gemeentenaam | Inwoners (2002) | Oppervlakte (km2) | Gemeentenummer |
| ------------------- | ------------------------ | --------------- | ----------------- | -------------- |
| Dübendorf           | 8600 Dübendorf           | 22600           | 13,61             | 0191           |
| Egg                 | 8132 Egg                 | 7691            | 14,48             | 0192           |
| Faellanden          | 8117 Fällanden           | 6643            | 6,41              | 0193           |
| Greifensee          | 8606 Greifensee          | 5219            | 2,30              | 0194           |
| Maur                | 8124 Maur                | 9061            | 14,83             | 0195           |
| Mönchaltorf         | 8617 Mönchaltorf         | 3168            | 7,62              | 0196           |
| Schwerzenbach       | 8603 Schwerzenbach       | 4272            | 2,64              | 0197           |
| Uster               | 8610 Uster               | 28630           | 28,56             | 0198           |
| Volketswil          | 8604 Volketswil          | 14331           | 14,00             | 0199           |
| Wangen-Brüttisellen | 8306 Wangen-Brüttisellen | 6161            | 7,90              | 0200           |

Affoltern · Andelfingen · Bülach · Dielsdorf · Dietikon · Hinwil · Horgen · Meilen · Pfäffikon · Uster · Winterthur · Zürich